# Привокзальная площадь (Выборг)
Привокзальная площадь — площадь между корпусом багажного отделения железнодорожного вокзала Выборга и Железнодорожной улицей. Примыкает к другой городской площади — Вокзальной. В отличие от неё, сохранила старое покрытие — брусчатку.

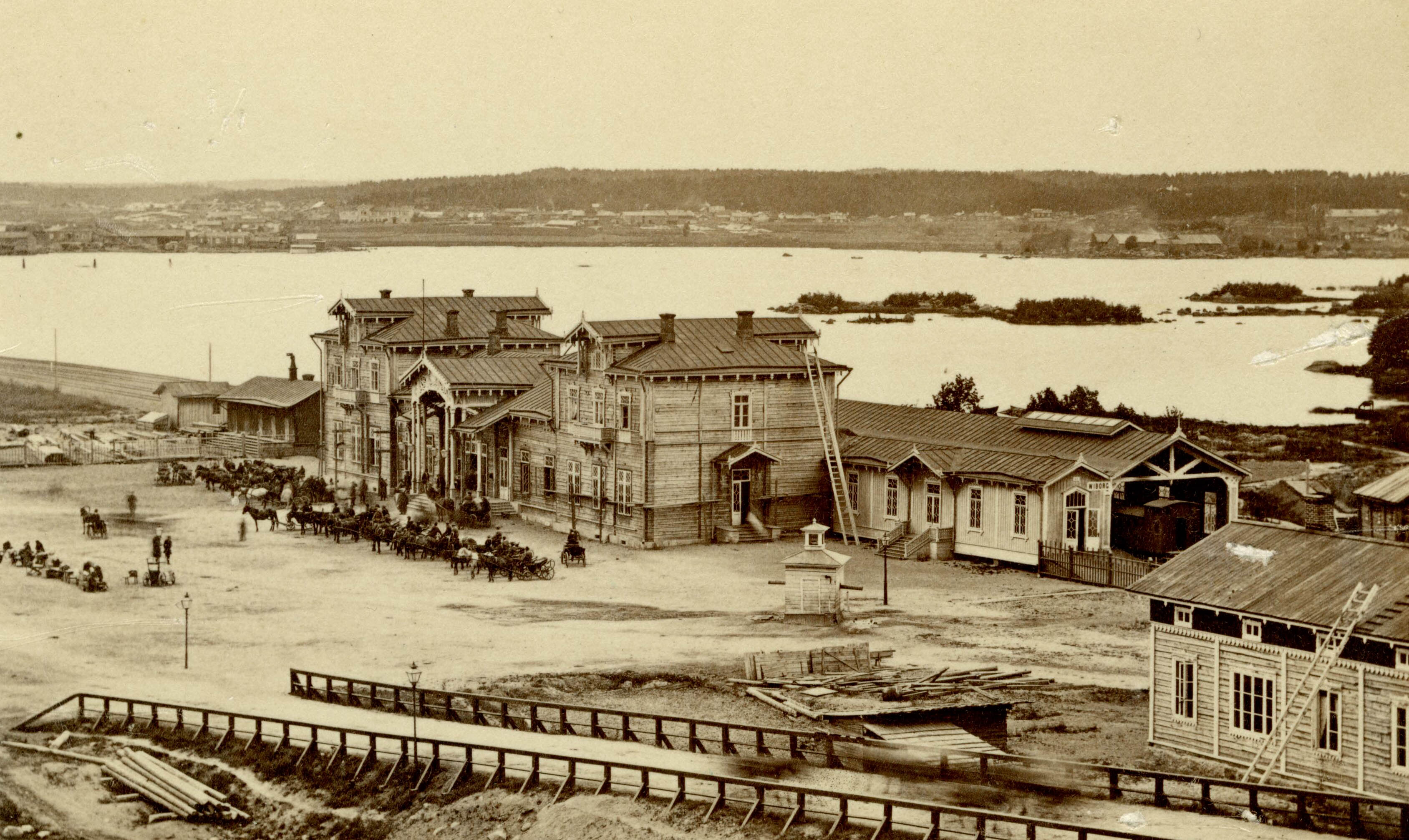
Первое здание железнодорожного вокзала

Площадь выделена из Вокзальной площади в 2009 году, однако уже с сороковых годов 20 века название «Привокзальная» употреблялось наряду с названием  «Вокзальная» для обозначения обширной площади, сформированной в соответствии с генеральным планом развития Выборга 1861 года, разработанным выборгским губернским землемером Б. О. Нюмальмом. В северо-восточной части площади по проекту К.А. Эдельфельта в 1869 году было построено деревянное здание вокзала для новой железнодорожной ветки Санкт-Петербург — Гельсингфорс, открытой в 1870 году. 

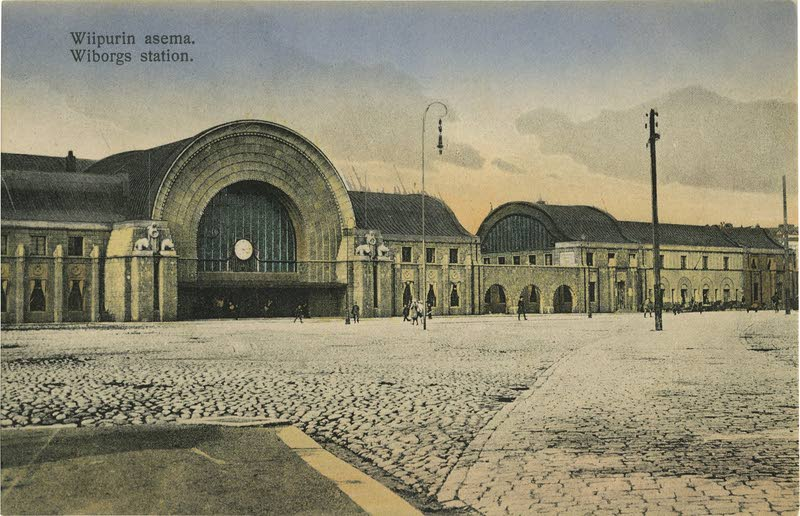
Второе здание железнодорожного вокзала. Справа виден корпус багажного отделения, соединённый галереей с главным корпусом

В качестве аналога финского названия Rautatieaseman aukio (площадь Железнодорожного вокзала) в русской литературе первоначально использовалось название «Железнодорожная площадь». В 1913 году западнее прежнего было построено новое гранитное здание вокзала в стиле национального романтизма, аналогичное зданию вокзала в Гельсингфорсе, возведённому одновременно по проекту тех же архитекторов (Элиэля Сааринена и Германа Гезелиуса). От здания, разрушенного в ходе советско-финской войны 1941−1944 г., сохранилась часть одного из трёх корпусов — багажное отделение, а также две скульптуры медведей, одна из которых использована для оформления фонтана на Пионерской площади, а другая установлена в Треугольном сквере, примыкающем к Вокзальной площади. 
Послевоенное здание вокзала в стиле монументального неоклассицизма в 1953 году заняло место главного корпуса прежнего вокзального комплекса. Напротив в том же стиле сталинской архитектуры в 1959 году возведено жилое здание с помещениями Выборгской таможни. Длительное время южную часть площади от проезжей части Железнодорожной улицы отделяла железнодорожная ветка, пролегавшая вдоль набережной Большого Ковша в Выборгский порт, однако в послевоенное время она была разобрана. В 1960-х годах освободившиеся в результате войны участки Железнодорожной улицы были застроены типовыми жилыми многоквартирными домами советской архитектуры — «хрущёвками», однако однообразие их пропорций и фасадов из силикатного кирпича, не сочетающихся с фасадами соседних зданий более раннего времени, не украсило застройку площади и позднее было подвергнуто критике (в частности, искусствоведом Е. Е. Кеппом).

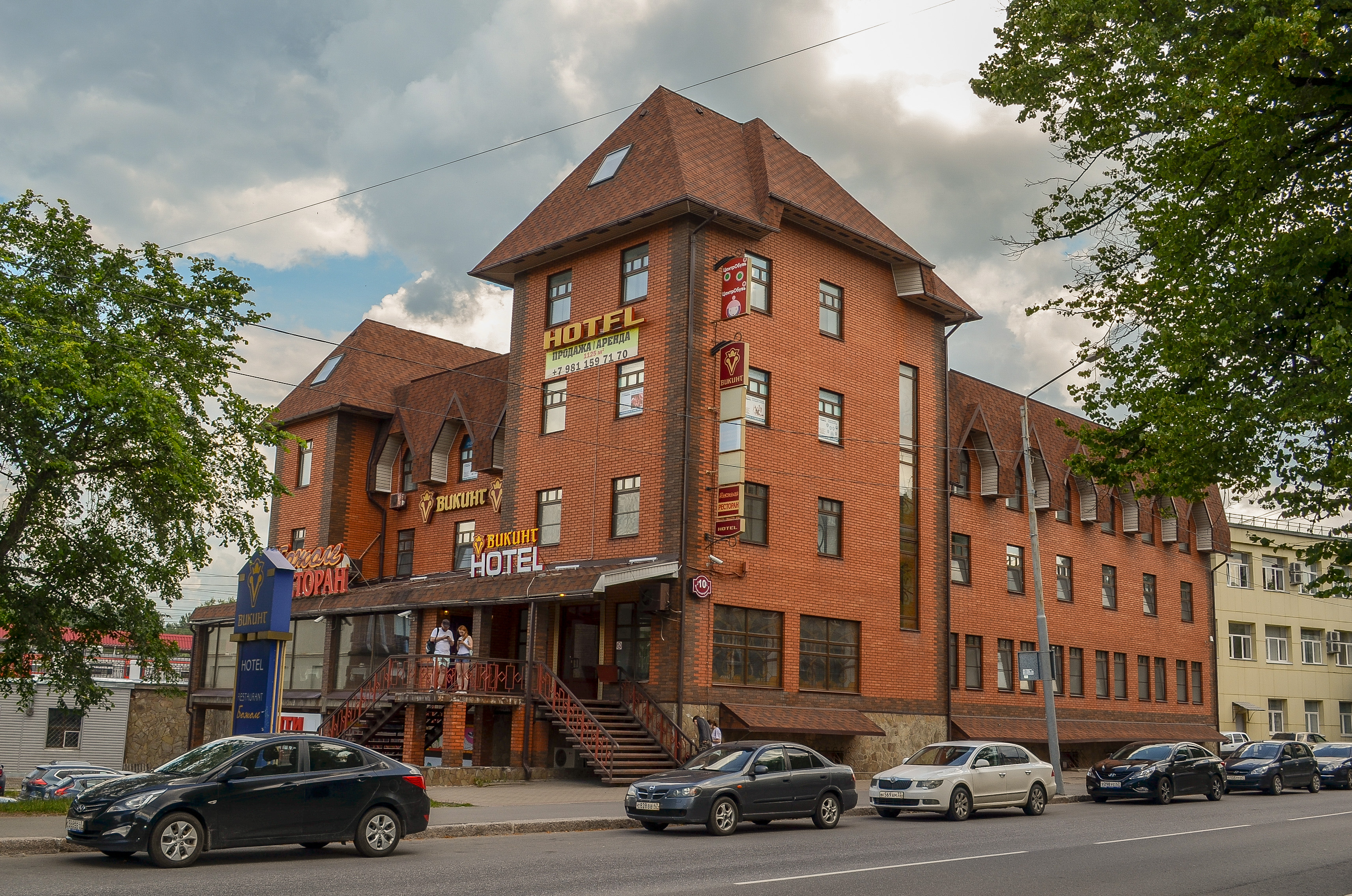
Гостиница «Викинг»

Ветхость здания довоенной постройки стала одной из причин обрушения 9 октября 2006 года жилого дома № 11 по Железнодорожной улице, под обломками которого погибло семь человек. С этого времени участок напротив багажного отделения на южной стороне площади пустует.
В 2008 году на восточной стороне площади было построено здание гостиницы «Викинг». Затем площадь была разделена на Вокзальную и Привокзальную, вследствие чего прекратилась практика параллельного использования двух названий (иногда даже в одном официальном документе). 
С 2008 года, после разделения всей территории Выборга на микрорайоны, Привокзальная площадь относится к Центральному микрорайону города. В зданиях, окружающих площадь, расположены предприятия общественного питания и магазины.